# Viando
Zakłady Mięsne Viando – przedsiębiorstwo z siedzibą w miejscowości Radojewice w województwie kujawsko-pomorskim, powstałe w 1992 roku.
Przedsiębiorstwo obecnie posiada 42 sklepy na terenie województwa kujawsko-pomorskiego oraz województwa wielkopolskiego. Swoje wyroby Viando sprzedaje również bezpośrednio sieciom handlowym i sklepom detalicznym.
Zakłady Mięsne Viando są jedną z nielicznych firm, która działa w zamkniętym cyklu produkcyjnym „od pola do stołu” począwszy od uprawy roślin, hodowli zwierząt, a kończąc na wyrobach wędliniarskich. Mięso przerabiane w Zakładach Mięsnych Viando pochodzi w znacznej części z własnej hodowli trzody chlewnej, która sięga 20 tys. sztuk trzody rocznie.
W 2007 przedsiębiorstwo zostało tytularnym sponsorem Goplanii Inowrocław.
Viando zdobyło szereg znaczących wyróżnień, m.in. Złote Medale MTP POLAGRA FOOD przyznane za: kiełbaski Smerfy (1998), kiełbasę Polską Pieczoną (1999) i parówkową Extra (2000). Podczas Międzynarodowych Targów Poznańskich w 2016 Zakłady Mięsne Viando za kiełbasę żywiecką extra otrzymały znak „Poznaj Dobrą Żywność”. Firma jest również laureatem tytułu „Polski Producent Żywności” za kiełbasę Polską Pieczoną, przyznanego w 1998 przez Stowarzyszenie im. E. Kwiatkowskiego w Poznaniu, a także zwycięzcą plebiscytu „Nasze dobre Kujawsko Pomorskie” „Gazety Pomorskiej”.
W roku 2014 na Międzynarodowych Targach Polagra w Poznaniu przedsiębiorstwo zostało nagrodzone przez Ministra Rolnictwa i Rozwoju Wsi nagrodą za najlepszy produkt wędliniarski w kraju (snacki „He, jo!”, klasyfikowane w grupie wędlin regionalnych i nowości).
W nocy 11/12 września 2009 roku doszło do pożaru w należącej do przedsiębiorstwa chlewni o powierzchni 1500 metrów kwadratowych. W jego efekcie zginęło ok. 4 tys. macior, warchlaków i prosiaków. Wysokość strat oszacowano wstępnie na 3 mln zł, w tym 2 mln w budynkach.